# Thrákie (provincie)

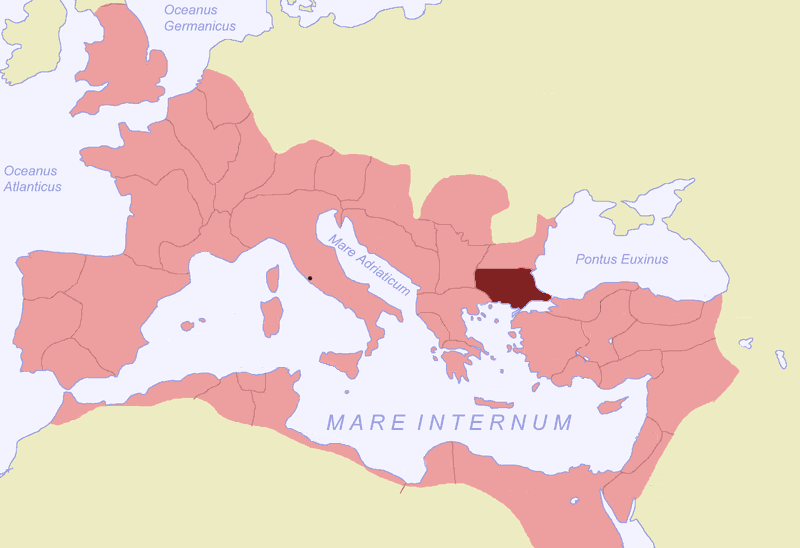
Thrákie v rámci Římské říše okolo roku 120

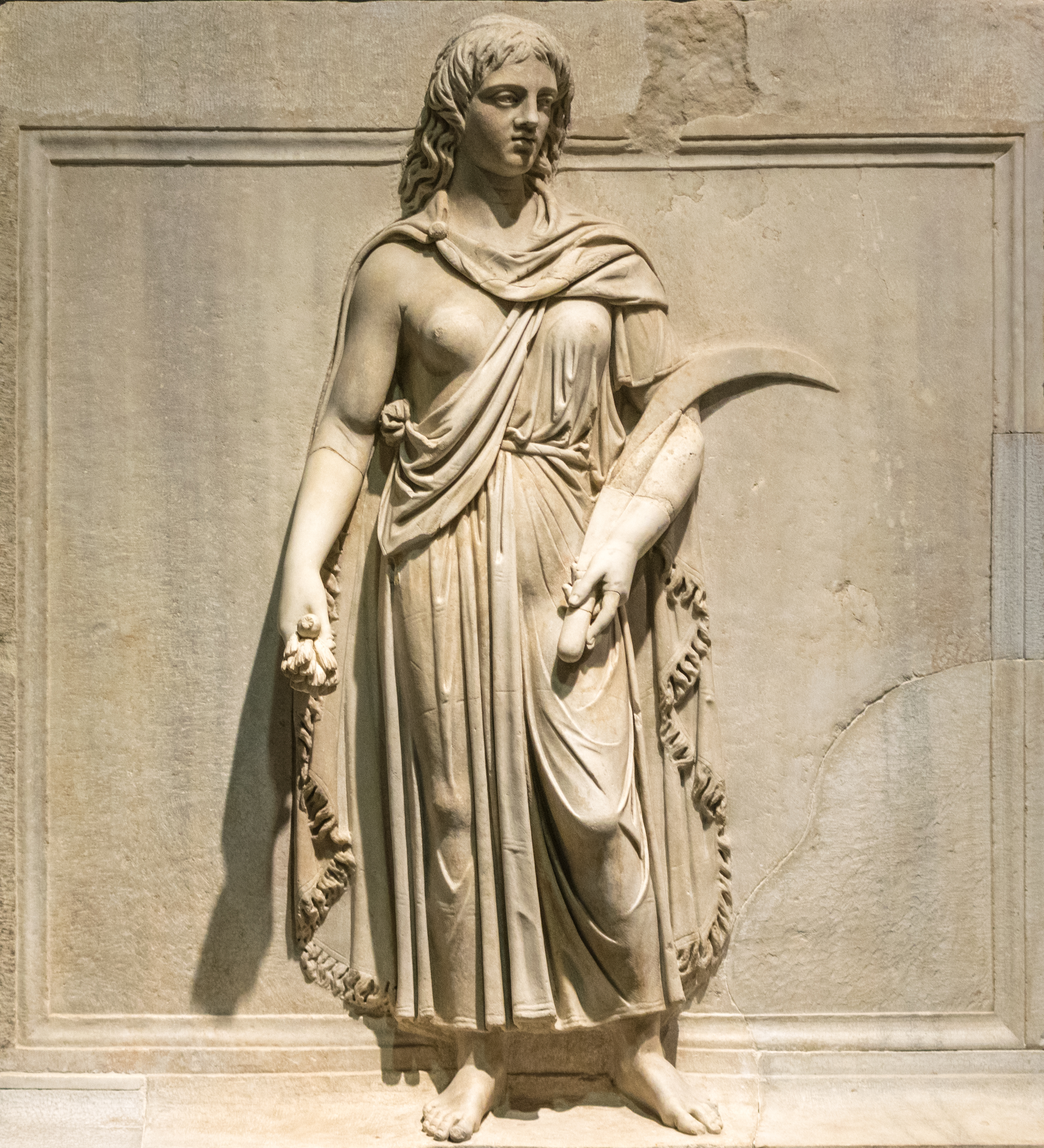
Personifikace římské provincie Thrákie, reliéf asi z roku 145

Thrákie, latinsky Thracia, řecky Θρᾳκῶν, byla provincie Římské říše, která existovala od roku 46. Byla správní jednotkou i v navazující Byzantské říši, kde zanikla někdy v 7. století v souvislosti s invazí Slovanů na Balkán. Obnovena byla okolo roku 680 jako thema, ta existovala s přestávkami do 14. století. Provincie se rozkládala na historickém území Thrákie, jež dostalo jméno po thráckých kmenech a zhruba odpovídalo dnešní evropské části Turecka, východnímu Řecku a téměř celému území dnešního Bulharska. Před římskou invazí zde existovalo Odryské království. Anektoval ho a provincii založil římský císař Claudius. Hlavním městem byl nejprve Perinthus, resp. Heraclea Perinthus, jež ležel nedaleko dnešního města Marmara Ereğlisi v Turecku, později se hlavní město přesunulo do Philippopolisu (dnešní bulharský Plovdiv). Významným městem bylo rovněž Nicopolis ad Istrum, založené roku 102. Po správní reformě císaře Diokleciána (284-305) byla provincie Thrákie rozdělena na čtyři menší provincie, z nichž jedna, severozápadní část původní provincie, se dále jmenovala Thrákie, dalšími třemi byly: Haemimontus, Rhodope a Europa.
Provincie Thrákie ležela na hranici mezi západní a východní polovinou Římské říše. Jako nejvýchodnější provincie na evropském území byla předsunutou základnou pro výboje na východ a sloužila také jako prostor pro vojenské akce Říma. Byla důležitou oblastí náboru do římských jednotek, protože Thrákové byli obecně považováni za statečné a houževnaté bojovníky; i rebel Spartakus pocházel z Thrákie. Po většinu času nebyla ale hraniční provincií, což umožňovalo poměrně dobrý hospodářský rozvoj, zejména od poloviny 2. do poloviny 3. století (zhruba doba severovské dynastie). Klidný rozvoj narušily až ve 3. století nájezdy Gótů. Během tažení proti těmto útočníkům padl císař Decius (vládl 249–251) v bitvě u Abrittu v roce 251.
Romanizace byla značně pokročilá. Velké části provincie byly též latinizovány, úředním jazykem provincie i mluveným jazykem velké její části byla ale řečtina (viz Jirečkova linie). Provincie měla mimořádný strategický význam - křižovaly se zde čtyři hlavní vojenské silnice Via Egnatia, Via Militaris, Via Pontica a Via Traiana, které spojovaly Evropu s Malou Asií a Blízkým východem, a měla též přístup ke třem mořím: Marmarskému, Egejskému a Černému. Poté, co Římané v roce 271 ztratili provincii Dacia, museli reorganizovat svou dunajskou hranici. Proto provincie Thrákie musela postoupit území sousedním provinciím na severu.
Od 1. století se začalo v provincii šířit křesťanství, ale pozvolna, v důsledku migrace Gótů, převládla jeho ariánská verze, zejména město Nicopolis ad Istrum se stalo epicentrem ariánství. Arián Wulfila zde přeložil značnou část Bible z řečtiny do gótštiny. V Thrákii se také odehrály některé důležité události rané církve: V roce 343 se křesťanští hodnostáři (včetně 270 biskupů ze západní a východní církve) sešli na koncilu v Serdice (dnešní Sofie), aby odsoudili právě ariánství. Raně křesťanské baziliky lze nalézt ve všech částech Thrákie: v pobřežních městech Perithos, Maroneia, Mesembria, Anchialos, Sosopolis a také ve vnitrozemských městech, jako je Augusta Traiana, Kabile, Serdica, Pautalia, Nicopolis ad Nestum, Hadrianopolis. Také Diocletianopolis (dnes Hisarya) s více než deseti bazilikami bylo známé jako důležité centrum křesťanství.